# Santi Emanuele Barberini
Santi Emanuele Barberini (Barcellona Pozzo di Gotto, 22 febbraio 1914 – Genova, 8 maggio 1987) è stato un letterato italiano.

## Biografia
Santi Emanuele Barberini nasce a Barcellona Pozzo di Gotto nel 1914. Non ancora ventenne pubblica un libro sulla sua città natale. Si occupa di letteratura pubblicando uno studio sui poeti calabresi. Partecipa alla seconda guerra mondiale, viene decorato ed internato in un campo di concentramento in Germania. Lavora prima come Insegnante e poi come Provveditore agli studi in Piemonte. Si dedica allo studio della preistoria e della protostoria mediterranea, pubblicando diversi articoli e volumi e fornendo importanti contributi ai problemi posti dalla civiltà etrusca. Ha anche compiuto studi sulle lingue amerindie precolombiane, sulla preistoria del continente americano. Ha pubblicato sull'etimologia del fiume Po, del Lago Trasimeno, del nome dei Liguri e sui Siculi. Alcune sue opere come La baronessa di Nasari, Le odi del Tirreno e Il Carme della derelitta Italia non risultano ancora digitalizzate on line. Nel 1987, compiuti i settantatré anni di età, muore a Genova dove risiedeva da tempo.

## Opere
- La battaglia di Milazzo del 20 luglio 1860 in rapporto all'unità d'Italia;, Alessandria, Tipografia Moderna, 1951, OCLC 34827541.
- Gli Etruschi e i popoli del sole : il nome degli Etruschi, appartenente ad un più vasto mondo preindoeuropeo : fondamento e validita della equazione Pelasgi-Tirseni dell'antica tradizione, Genova, Scuola Grafica don Bosco, 1963, OCLC 908819835.
- Incontro e scontro fra Etruria e Grecia, Genova, Scuola Grafica don Bosco, 1965, OCLC 635084738.
- Il significato degli antichi nomi del fiume Po, Genova, Scuola Grafica don Bosco, 1967, OCLC 40375059.
- Il problema delle origini degli Esquimesi, in Terra Ameriga. Anno 3, no. 12, S. 17-25, Ill., 1968, OCLC 883125652.
- Il significato del nome del sangue, Genova, Saga, 1976, OCLC 54260489.
- Perché il Mar Ligure fu l'ultimo dei mari di Occidente ad essere conosciuto dagli antichi navigatori greci, Genova, Saga, 1976, SBN SBL0158879.
- Il nome di Genova e il suo significato : valore intrinseco del nome "Genova" e di altri antichi ed oscuri nomi e toponimi esistenti nell'area della città e nel più vasto areale ligure, Genova, Saga, 1977, OCLC 34827541.
- Perché la sfinge etrusca non parla ancora, Genova, 1978, OCLC 956084382.
- Pietro Martire d'Anghiera nella storia e nella cultura : secondo Convegno internazionale di studi americanistici : Genova-Arona, 16-19 ottobre 1978 : atti, 1978, SBN SBL0309498.
- Origine e significato del nome del Lago Trasimeno, Genova, Saga, 1979, OCLC 956093040.